# Ярантув
Ярантув (пол. Jarantów) — село в Польщі, у гміні Блізанув Каліського повіту Великопольського воєводства.
Населення — 419 осіб (2011).
У 1975-1998 роках село належало до Каліського воєводства.

## Демографія
Демографічна структура станом на 31 березня 2011 року:
|          | Загалом | Допрацездатний вік | Працездатний вік | Постпрацездатний вік |
| -------- | ------- | ------------------ | ---------------- | -------------------- |
| Чоловіки | 215     | 41                 | 156              | 18                   |
| Жінки    | 204     | 31                 | 139              | 34                   |
| Разом    | 419     | 72                 | 295              | 52                   |